# Озан

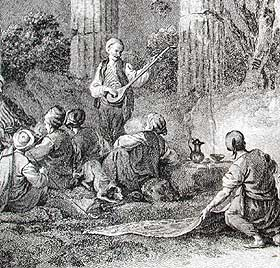

Озан (азерб. Ozan) или Узан — поэт-певец, сказитель у тюркских народов. Озаны творили ещё в X—XI вв.

## История
Озаны (Узаны) были огузскими сказителями и певцами, сопровождающими свои рассказы игрой на гопузе, и имеющие особое духовное влияние среди огузов. К известным памятникам озанов относится огузский героический эпос «Книга моего деда Коркута» (в этом эпосе бард-сказитель упомянут как «озан»). Также озаны, аккомпанимируя себе на гопузе, исполняли сказания из «Огуз-Наме», эпическом памятнике о легендарной родословной тюрков-огузов и их мифическом прародителе Огуз-кагане. В истории известны такие озаны, как Деде Коркут, Деде Аббас, Деде Ядигяр, Деде Гасым, Деде Керем (слово «деде» означало у огузов «духовный отец»).
В XVII веке озаны окончательно ушли с исторической арены ввиду ряда причин. Причиной этого считается усиление влияния ислама и его идеологии в тюрко-огузском обществе. Распространение арабского языка и литературы, и вообще культуры, направленной на идеи ислама, нарушало основы озанского искусства. В некотором смысле, историческое соперничество между почтенным озаном Деде Ядигяром и молодым ашугом Дирили Гурбани, состоявшееся в Гяндже в XVI веке и приведшая к победе ашуга, может рассматриваться в качестве метафоры для этого сдвига. Наследие старинного озанского искусства заложило общую основу искусства азербайджанских, туркменских, казахских, уйгурских, турецких и узбекских народных певцов-сказителей. В Азербайджане озаны (другие названия — шуара, деде, яншаг и т. д.) являлись предшественниками ашугов.

## Этимология
Согласно Энциклопедии ислама слово «озан» происходит от глагола «оз-», что означает «опередить, выйти вперёд в состязании». Этот термин был уже засвидетельствован в «Диван Лугат аль-Турк» тюркского учёного XI века Махмуда ал-Кашгари. Термин «озан» применялся для певцов, сопровождавших армии в сельджукскую эпоху. Анатолийский турецкий поэт XV века называл себя Озан. В туркменском языке, этот термин является архаичным и заменён словом бахши (известный поэт). Турецкий исследователь фольклора И. Башгёз, как и некоторые другие исследователи, полагают, что тюркский «озан» произошёл от парфянского «госан». Советский учёный В. Горделевский, анализируя староосманскую форму «узан», полагает, что слово, как и институт озанов, является заимствованием от армян. Эту точку зрения поддерживает специалист по тюркскому языку автор «Этимологического словаря тюркских языков» Эдвард Севортян Советский востоковед Владимир Минорский полагал, что турецкое слово «узан» в смысле «певец» — лишь дальнейшее развитие монголо-тюркского uzan («ремесленник», «артист»). При этом Минорский отмечал, что многие из певцов Малой Азии могли быть армянами, «но все же институт народных певцов был более популярен среди
среднеазиатских тюрок».

## Примечание
1. ↑  Ашуг — статья из Большой советской энциклопедии
2. ↑  H.B. Paksoy[англ.]. Dastan Genre in Central Asia (англ.) // Essays on Central Asia. — 1999. — P. 84. In The Book of Dede Korkut, the bard is called an ozan.
3. ↑  OGHUZ-NAMA (англ.) // The Encyclopaedia of Islam  / Edited by C.E. Bosworth, E. van Donzel and W.P. Heinrichs and G. Lecomte. — Лейден, 1995. — Vol. VIII. — P. 163. — ISBN 9004098348. The title Oghuz-ndma denotes the legend going back to the eponymous hero Oghuz. The tales were transmitted by the ozans [q.v.] who recited and sang them to the accompaniment of the kopuz.
4. 1 2  Sanubar Baghirova. Anthology of Ashiq. — Maison des Cultures du Monde / Министерство культуры и туризма Азербайджанской Республики, 2008. — С. 33. — 88 с.  (азерб.)  (англ.)  (фр.) Оригинальный текст (англ.)
The ozan – singers, narrators and players of the lute qopuz, keepers of the Turkic language and ethos, and bearers of Turkic culture – had a special spiritual authority among the oqhuz Turkic tribes. The most respected ones were called Dede (spiritual father), such as, for example, the famous ozan Dede Qorqud, Dede Abbas, Dede Yediyar, Dede Qasim, Dede Kerem. The ozan departure from the stage of history in the 17th century was due to a number of factors. The wide popularization of Islam with its supranational ideology among the Turks Oghuz, the spread of the Arabic language, literature and, in general, culture oriented to Islamic values, washed away the foundation of the ozan art and inevitably marginalized the ozan – the bearers of the Turkic culture – in the society. In a way, the historic contest between the venerable ozan Dede Yediyar and the young ashiq Dirili Qurbani that took place in Ganja in the 16th century and resulted in the victory of the ashiq can be taken as a metaphor for this shift. The heritage of the ancient ozan became the common foundation of the art of the Azeri, Turkmen, Kazakh, Uigur, Turkish and Uzbek folk singer-narrators.
5. ↑  Абасова Э. Ашуг // Музыкальная энциклопедия / под ред. Ю. В. Келдыша. — М.: Советская энциклопедия, Советский композитор, 1973. — Т. 1.
6. ↑  C. F. Albright. ʿĀŠEQ (англ.) // Encyclopædia Iranica. — 2011. — Vol. II. — P. 741-742. Архивировано 17 мая 2017 года.
7. 1 2 3  OZAN (англ.) // The Encyclopaedia of Islam  / Edited by C.E. Bosworth, E. van Donzel and W.P. Heinrichs and G. Lecomte. — Лейден, 1995. — Vol. VIII. — P. 232. — ISBN 9004098348. 
Оригинальный текст (англ.)
OZAN (t.), in Turkish society "troubadour poet/singer/story-teller". The term comes from the verb oz- "to outstrip, go ahead in the race" (see Clauson, Etymological dictionary of pre-thirteenth century Turkish, 279), already attested in Kashghari's [q. v. ] Diwan lughat al-turk (5th/llth century), as also in the living tongues of Kirgiz, Sagay and Koybol of Central Asia and in the Turkish of Anatolia. The term ozan was used for the singers who accompanied the army in Saldjuk times. An Anatolian Turkish poet of the 9th/15th century called himself Ozan. In Turkmen, the term is archaic and is replaced by bagsi "popular poet". In the Turkish of Turkey, from the 10th/16th century onwards it was replaced by c ashik (aşık). Nevertheless, in certain contemporary dialects of Anatolia, it  has survived with the meaning "poet/singer", as also as an element of the terms ozanlama "assonantal sayings, proverbs", ozanci "garrulous person", ozanlik "pleasantry" and ozannama "improvised story, song". At the present day, in modern Turkish, it has replaced the Arabic term shair (şair).
8. ↑  Basgoz, Ilhan. From Gosan to Ozan, Turcica 38, 2001. pp. 229-35
9. ↑  А. Амбарцумян. К проблеме этимологии некоторых слов в древнеармянском. IX международная конференция по армянскому языкознанию. СПб, 2012
10. ↑  В. А. Горделевский. Избранные сочинения. — Востояная литература, 1960. — Т. 3. — С. 265.Оригинальный текст (рус.)
Гусаны украшали двор армянских царей Аршакидов; когда армянское царство — «Великая Армения» — пало, гусаны ушли к Сельджукидам, покровителям искусств, а лотом сохранились у османских беев в Анатолии. Внимательное обследование, быть может, обнаружит влияние христианско-малоазиатской (армянской?) поэзии на стеонях о Кёроглу и на Коркуд-деде.

Армения (Закавказье) и в начале XX в. представляла еще собой духовный центр ашугов, сочинявших песни одинаково легко как на армянском, так и на османском языках, т. е. и для мусульман.

Слово «гусан» — «узан» для обозначения профессионального певца было впоследствии вытеснено у армян и османцев  арабским словом «ашык» (عاشيق) армянская форма слова «ашуг» сохранила характерное для юго-западных тюркских языков тяготение к удержанию «у» после слога с «а». Слово же «узан» было деградировано и означает только «болтун»
11. ↑  В. А. Горделевский. Избранные сочинения: исторические работы. — Востояная литература, 1960. — С. 191-192.Оригинальный текст (рус.)
Поскольку героические сказания, вошедшие в «Книгу Коркуд-деде», снова записаны, частью от армянина в Бейшехри, —это тоже как будто довод, позволяющий предполагать большое значение певцов-армян в эпоху Сельджукидов.
Как наблюдал в XIX в. М. Лихутин в Баязите, репертуар певцов был обширен; они распевали в кофейнях о подвигах Рустема, героя «Шахнаме», но, легко вдохновляясь моментом, воспевали также подвиги русского оружия или постыдное бегство турок. И эта «готовность служить и льстить всем властям, какие пошлет им Аллах», укрепляет предположение об иноземном происхождении певцов. Я продолжаю все-таки думать, что институт озанов заимствован Сельджукидами от армян
12. ↑  В. Д. Аракин. В. А. Гордлевский — исследователь тюркских языков. // Советская тюркология. — Академия наук СССР. — Коммунист. — С. 71-73.Оригинальный текст (рус.)
Знакомство со староосманским переводом хроники Ибн-Бнби натолкнуло В. А. Гордлевского на этимологический анализ встреченного там слова узан. Оказалось, что слово узан армянского происхождения и проникло в турецкий язык благодаря армянским певцам, выступавшим со своими песнями среди мусульман. Он показал также несостоятельность гипотезы Мехмет Фуада Кёпрюлюзаде, возводившего это слово к якутскому ойун "шаман"
13. ↑  В.Э. Севортян О тюркских элементах "В русском этимиалогическом словаре" М.Фасмера / Лексикографический сборник т.5 Изд-во иностранных и национальных словарей, 1962 стр-ца 23
14. ↑  В. А. Гордлевский. Избранные сочинения. — М.: Издательство восточной литературы, 1960. — Т. I. — С. 497.